# Mart Laar

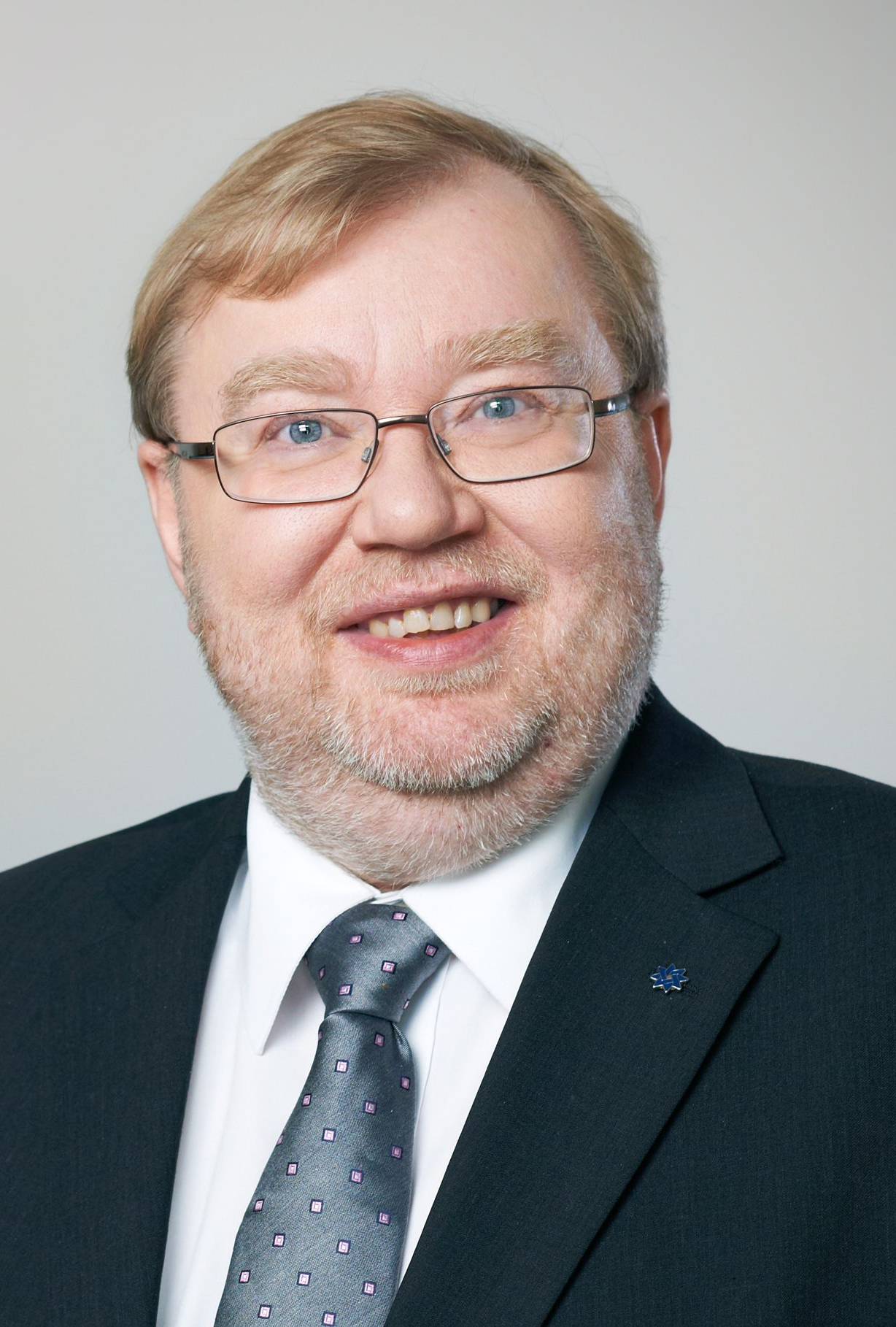
Mart Laar (2011)

Mart Laar (* 22. April 1960 in Viljandi) ist ein estnischer Politiker und Historiker. Er war von 1992 bis 1994 sowie von 1999 bis 2002 Ministerpräsident der Republik Estland.

## Ausbildung
Nach dem Abitur 1978 studierte Mart Laar bis 1983 Geschichte an der Universität Tartu. Er war zunächst als Lehrer tätig, bevor er von 1986 bis 1990 als Referatsleiter im Kulturministerium der Estnischen Sozialistischen Sowjetrepublik (später Republik Estland) beschäftigt war. Dort widmete er sich besonders dem Denkmalschutz.

## Politiker

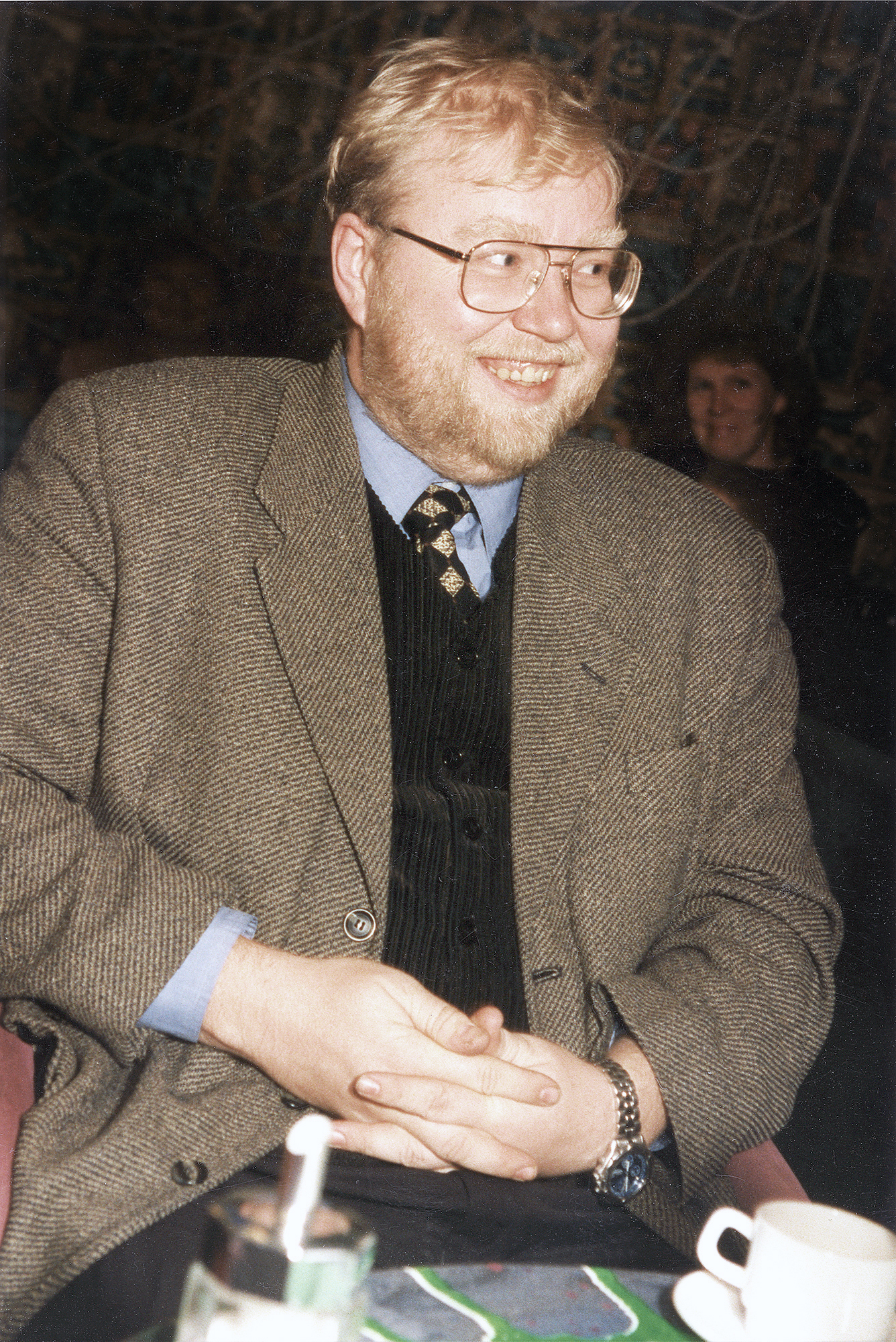
Mart Laar (1999)

Bereits während des Studiums war Laar in national gesinnten estnischen Zirkeln aktiv. Er schloss sich der sogenannten Volksfrontbewegung an, die für nationale Selbstbestimmung und eine Loslösung von der Sowjetunion eintrat. Im ersten freigewählten estnischen Parlament (Oberster Rat) war Laar 1990 als rechtskonservativer Abgeordneter vertreten.
Mart Laar war Mitbegründer des Wahlbündnisses Isamaa (aus dem später die Partei Isamaaliit, deutsch: Vaterlandsunion, hervorging), das die Parlamentswahlen vom 20. September 1992 gewann. Vom 21. Oktober 1992 bis 8. November 1994 war er in einer Koalitionsregierung estnischer Ministerpräsident. Er gilt als einer der Begründer der liberalistischen Marktwirtschaft in Estland. In seiner Regierungszeit wurden zahlreiche Wirtschaftsreformen durchgeführt und die Estnische Krone in einem festen Verhältnis an die Deutsche Mark gekoppelt. Politisches Ziel der Regierung war ein konsequenter Westkurs des wieder unabhängig gewordenen Estlands.
Wegen eines angeblichen Devisen-Skandals während der Rubel-Umtauschphase musste Laar 1994 nach einem Misstrauensvotum zurücktreten, blieb jedoch weiter in Partei und Parlament aktiv. Von 1992 bis 1995 war er Vorsitzender des Bündnisses Isamaa und von 1995 bis 2002 Vorsitzender der Partei Isamaaliit.
Ab 2003 war Laar für ein Jahr Beobachter im Europäischen Parlament und nach dem estnischen EU-Beitritt am 1. Mai 2004 für knapp drei Monate bis zum Ende der Wahlperiode Abgeordneter.
Nach einer Zeit in der Opposition konnte Isamaaliit in den Parlamentswahlen vom 7. März 1999 erneut eine Koalitionsregierung unter Mart Laar zusammenstellen. Vom 25. März 1999 bis 28. Januar 2002 war Laar erneut Ministerpräsident. In der Regierung setzte Laar sein wirtschaftsliberales Reformprogramm fort. Mit Siim Kallas als Finanzminister und Toomas Hendrik Ilves als Außenminister holte er erfahrene Politiker in die Regierung. Die Regierung brach nach Querelen um Besetzung des Bürgermeisterpostens in Tallinn auseinander. Isamaaliit wurde erneut Oppositionspartei.
2006 wurde Mart Laar der The Milton Friedman Prize for Advancing Liberty des Cato Institute verliehen. Im Herbst 2006 wurde er vom Zusammenschluss der konservativen Parteien (Vaterlandsunion und Res Publica) zum Kandidaten für das Amt des Ministerpräsidenten bei den nächsten Parlamentswahlen gekürt.
Am 6. April 2011 wurde Laar Verteidigungsminister im Kabinett von Andrus Ansip. Im Mai 2012 schied Laar aus gesundheitlichen Gründen aus dem Kabinett aus.

## Historiker
Neben seiner Tätigkeit als Politiker ist Mart Laar ausgewiesener Historiker. Schwerpunkte seiner Arbeiten sind die Zeit des nationalen Erwachens im 19. Jahrhundert sowie der Zweite Weltkrieg. 2005 promovierte er zum Dr. phil. an der Universität Tartu. Er war außerdem Berater des georgischen Staatspräsidenten Micheil Saakaschwili.

## Privatleben
Mart Laar ist verheiratet und hat zwei Kinder.

## Ehrungen
- Kreutzwald-Erinnerungsmedaille (1989)
- Mitglied im Verein Studierender Esten
- Großkreuz des französischen Verdienstordens (1998)
- Großkreuz des  Verdienstordens der Bundesrepublik Deutschland (31. Januar 2001)[1]
- Ludwig-Erhard-Medaille für Verdienste um die Soziale Marktwirtschaft (2018)

## Wichtigste Veröffentlichungen
- Der vergessene Krieg : die bewaffnete Widerstandsbewegung in Estland 1944 - 1956, Grenader, Tallinn (2005), ISBN 994-941176-9.
- Estland im Zweiten Weltkrieg, (2005), ISBN 994-941194-7
- Der rote Terror : Repressalien der sowjetischen Besatzungsmacht in Estland, (2005), ISBN 9949-411-82-3
- Streifzug durch die estnische Geschichte, (2005), ISBN 9949-411-88-2
- Äratajad (2005)
- Emajõgi 1944 (2005)
- Sinimäed 1944 (2005)
- Das estnische Wirtschaftswunder (2002)
- Estonia: little country that could (2002)
- Eesti uus algus (2002)
- Back to the future: 10 years of freedom in Central Europe (2001)
- Eesti Vabadussõda ja Suurbritannia 1918 – 1920 (1998)
- Isamaa ilu hoieldes (1997)
- Ajalugu 5. klassile (1997)
- Teine Eesti: Eesti iseseisvuse taassünd 1986–1991 (1996)
- Raamat Jakob Hurdast (1995)
- The challenge for Europe (1994)
- Metsavennad (1992)
- Forest Brothers: War in the Woods (1992)
- 14. juuni 1941 (Sammelband, 1990)
- Kodu lugu (1989)
- Eesti Leegion sõnas ja pildis (2008)